# Titularbistum Germania in Numidia
Germania in Numidia (italienisch Germania di Numidia) ist ein Titularbistum der römisch-katholischen Kirche.
Es geht zurück auf einen früheren Bischofssitz in Nordafrika, der im 7. Jahrhundert mit der islamischen Expansion unterging. Er lag in der römischen Provinz Numidien in unmittelbarer Nachbarschaft zum Bischofssitz Augustins in Hippo.
| Titularbischöfe von Germania in Numidia |                                                         |                                             |                   |                   |
| Nr.                                     | Name                                                    | Amt                                         | von               | bis               |
| 1                                       | Augustin Kardinal Bea SJ Titularerzbischof pro hac vice | Kurienkardinal                              | 5. April 1962     | 19. April 1962    |
| 2                                       | José del Carmen Valle Gallardo                          | Weihbischof in Iquique (Chile)              | 25. Juli 1963     | 21. November 1966 |
| 3                                       | Angelo Maria Rivato SJ                                  | Prälat von Ponta de Pedras (Brasilien)      | 13. Juni 1967     | 26. Mai 1978      |
| 4                                       | Domingo Salvador Castagna                               | Weihbischof in Buenos Aires (Argentinien)   | 24. November 1978 | 28. August 1984   |
| 5                                       | Isaías Duarte Cancino                                   | Weihbischof in Bucaramanga (Kolumbien)      | 10. April 1985    | 18. Juni 1988     |
| 6                                       | Erwin Josef Ender Titularerzbischof pro hac vice        | Apostolischer Delegat/Apostolischer Nuntius | 15. März 1990     | 19. Dezember 2022 |
| 7                                       | Paul Kyung Sang Lee                                     | Weihbischof in Seoul                        | 24. Februar 2024  |                   |